# 정양모 (미술사학자)
정양모(한국 한자: 鄭良謨(Jeong Yang-mo), 1934년 1월 12일~)는 대한민국의 미술사학자 겸 대학 교수이자 교육인이다.
호(號)는 소불(笑佛)이며, 본관은 동래(東萊)이고, 시조 시인 겸 국학자 위당 정인보(鄭寅普)의 막내아들이다.

## 경력
- 1946년 수송국교 졸업 후 경복중 입학.
- 1949년 경복중 졸업 후 경복고등학교 입학.
- 1952년 경복고등학교 졸업 후 서울대학교 문리과대학 사학과 입학.
- 1953년 휴학 및 공군 사병 입대 복무(당시 전쟁 막바지 참전).
- 1955년 공군 상등병 전역.
- 1955년 서울대학교 문리과대학 사학과 2년 복학.
- 1958년 서울대학교 문리과대학 사학과 학사 학위 취득.
- 1958년 공군 소위 임관 및 재임용(1958년 4월)
- 1958년 9월 ~ 1962년 9월 공군사관학교 교관
- 1960년 공군 중위 진급(1960년 6월)
- 1962년 공군 대위 진급(1962년 8월)
- 1962년 공군 대위 전역(1962년 9월)
- 1962년 10월 ~ 1973년 11월 국립중앙박물관 미술과 학예관보, 학예관
- 1973년 11월 ~ 1975년 9월 국립경주박물관장
- 1975년 10월 ~ 1979년 3월 국립중앙박물관 학예연구실 수석학예연구관
- 1979년 4월 ~ 1984년 4월 국립중앙박물관 학예연구실장
- 1981년 9월 ~ 1982년 9월 홍익대학교 예술학과 객원교수
- 1984년 4월 ~ 1986년 4월 국립경주박물관 관장
- 1986년 5월 ~ 1993년 2월 국립중앙박물관 학예연구실장
- 1993년 3월 ~ 1999년 12월 국립중앙박물관장[1]

### 이외 경력
- 충북대학교 석좌교수
- 상지대학교 석좌교수
- 원광대학교 석좌교수
- 상명대학교 석좌교수
- 세종대학교 석좌교수

## 주요 업적
- 1975년 ~ 1976년 '한국미술 5000년 전' 일본 전시 준비 및 일본 후꾸오까 문화회관, 동경국립박물관 준비 감독, 관리
- 1978년 ~ 1980년 '한국미술 5000년 전' 미국 전시 준비 및 Asian Art Museum of San Francisco, Cleveland Museum of Art, Fine Art Museum of Boston, 뉴욕 Metrolitan Museum of Art 전시, 감독
- 1982년 ~ 1984년 '한국고대문화전’ 영국 런던 (British Museum). 독일 (뮌헨공예박물관) 전시 준비, 감독 및 관리
- 1983년 ‘한국고대문화전’ 영국, 독일전시 준비 및 영국 런던 (British Museum). 독일 (뮌헨공예박물관) 전시 감독 및 관리
- 1990년 ~ 1993년 '18세기전' 미국 워싱턴 Smithsonian Institution[2] 및 Sackler Gallery 전시 준비, 감독 및 관리
- 1998년 뉴욕 Metropolitan Museum of Art 한국실 설치, 총감독
- 2000년 ~ 2001년 '조선왕조의 미'전 대한민국추진위원회 회장. 북해도립 근대미술관. 북해도립하꼬다데미술관. 기후현립미술관

## 포상
- 1978년 12월 9일 우수공무원 녹조근정훈장 수상
- 1991년 6월 대통령 표창
- 2000년 4월 1일 우수 공무원 홍조근정훈장 수상
- 2008년 제11회 자랑스런 박물관인상[3]

## 저서
- 《너그러움과 해학》 (1981년)
- 《한국의 도자기》

## 가족 관계
- 아버지: 정인보[4]

## 같이 보기
- 한국의 미술